# Campeonato Brasiliense Segunda Divisão 2017
In 2017 werd het 21ste Campeonato Brasiliense Segunda Divisão gespeeld voor clubs uit het Federaal District, waartoe de hoofdstad Brasilia behoort. De competitie werd georganiseerd door de FFDF en werd gespeeld van 24 juni tot 5 augustus. Bolamense werd  kampioen.

## Eerste fase
De teams spelen tegen de teams uit de andere groep.

### Groep A1
| Plaats | Club        | Wed. | W | G | V | Saldo | Ptn. |
| ------ | ----------- | ---- | - | - | - | ----- | ---- |
| 1.     | Samambaia   | 5    | 4 | 1 | 0 | 15:3  | 13   |
| 2.     | Bolamense   | 5    | 2 | 2 | 1 | 8:3   | 8    |
| 3.     | Legião      | 5    | 1 | 1 | 3 | 4:9   | 4    |
| 4.     | Capital     | 5    | 1 | 0 | 4 | 5:18  | 3    |
| 5.     | Ceilandense | 5    | 0 | 0 | 5 | 5:15  | 0    |

|  | Gekwalificeerd voor tweede fase |

### Groep A2
| Plaats | Club            | Wed. | W | G | V | Saldo | Ptn. |
| ------ | --------------- | ---- | - | - | - | ----- | ---- |
| 1.     | CFZ de Brasília | 5    | 4 | 0 | 1 | 13:5  | 12   |
| 2.     | Botafogo        | 5    | 3 | 2 | 0 | 10:4  | 11   |
| 3.     | Brazlândia      | 5    | 3 | 1 | 1 | 13:4  | 10   |
| 4.     | Cruzeiro        | 5    | 2 | 1 | 2 | 6:5   | 7    |
| 5.     | Planaltina      | 5    | 0 | 0 | 5 | 3:22  | 0    |

|  | Gekwalificeerd voor tweede fase |

## Tweede fase
|  | halve finale    | halve finale | halve finale | halve finale |  |           | finale | finale | finale | finale |
|  |                 |              |              |              |  |           |        |        |        |        |
|  |                 |              |              |              |  |           |        |        |        |        |
|  | Botafogo        | 0            | 0            | 0            |  |           |        |        |        |        |
|  | Samambaia       | 1            | 1            | 2            |  |           |        |        |        |        |
|  |                 |              |              |              |  | Samambaia | 1      |        | 1      |        |
|  |                 |              |              |              |  | Bolamense | 2      |        | 2      |        |
|  | Bolamense       | 1            | 1            | 2            |  |           |        |        |        |        |
|  | CFZ de Brasília | 0            | 1            | 1            |  |           |        |        |        |        |

### Kampioen
| Campeonato Brasiliense de 2017 - Segunda Divisão |
| Federaal District                                |
| ------------------------------------------------ |
| BOLAMENSE Kampioen (1° titel)                    |